# Marensin
Le Marensin  (ou Marencin) est un petit territoire côtier des Landes de Gascogne, situé entre le courant de Contis et celui de Soustons, dans le département français des Landes.

## Étymologie
Le Marensin semble avoir la même origine - maritime - que le Maremne. Tous deux se réfèrent au port de Marepnes qui apparaît sur les cartes anciennes sur la rive nord du golfe qui se situait autrefois entre Léon et Vielle-Saint-Girons. Ce golfe de Marepnes devint Marepnes Sinus, puis Marensin.

## Géographie
Compris entre Maremne et Pays de Born, le Marensin s'étend de Soustons au courant de Contis. Il est bordé à l'ouest par l'océan Atlantique (quelques stations balnéaires s'étendent le long de la côte, la plus naturelle de toute la Côte d'Argent). 
Le nom d'habitant est marencinot.
Le Marensin présente de nombreux étangs. 
Les villes principales sont : Soustons, Vieux-Boucau-les-Bains, ancien estuaire de l'Adour, Magescq, Castets, Léon, Vielle-Saint-Girons et Linxe.

## Histoire
Les découvertes de haches polies et de silex taillés confirment que le Marensin était peuplé dès avant l'âge du bronze. Au Moyen Âge, un des chemins de pèlerinage vers Saint Jacques de Compostelle (Voie de Soulac Littoral Aquitain) traverse ce qui est alors la baronnie du Marensin. Cette unité féodale incluait les paroisses qui deviendront communes après 1790 et la création des départements français :
| - Azur - Castets - Vieux Boucau - Léon - Linxe - Lit-et-Mixe | - Magescq - Moliets-et-Maa - Messanges - Vielle-Saint-Girons - Saint-Michel-Escalus - Taller |

Pendant près de six siècles, le Marensin est tributaire du système féodo-vassalique : il est acheté, échangé, confisqué, objet de convoitise, de récompense, source de conflit. Sous influence anglaise après le mariage d'Aliénor d'Aquitaine, il passe sous domination de la maison d'Albret jusqu'en 1584, date à laquelle son héritier Henri, futur Henri IV de France, vend la baronnie. Le baron de Tingon, les seigneurs de la Barre, de la Ferrade en sont les acquéreurs successifs. Au XVIIIe siècle, les comtes de Marcellus en seront les derniers barons. 
Durant le XIXe siècle, de nombreux habitants du Marensin et du pays de Born (appelés indifféremment « marensins » par les autochtones) viendront peupler les cantons « landais » de l'est (Landes, Lot-et-Garonne, Gironde), nouvellement plantés en pins maritimes afin d'y exploiter la résine, activité pratiquée depuis plus longtemps sur la côte.

## Langues parlées
- français (langue officielle, parlée et comprise par l'ensemble de la population)
- gascon (langue vernaculaire, encore en usage dans les zones rurales).

## Économie
Le Marensin produit du vin de sable issu du vignoble des sables de l’océan.